# كارتر جي. ودسون
كارتر جي. ودسون (بالإنجليزية: Carter Godwin Woodson) هو مؤرخ وصحفي أمريكي، ولد في 19 ديسمبر 1875 في New Canton, Virginia ‏ في الولايات المتحدة، وتوفي في 3 أبريل 1950 في واشنطن العاصمة في الولايات المتحدة.

## وصلات خارجية
- كارتر جي. ودسون على موقع الموسوعة البريطانية (الإنجليزية)